# Ugo Levi
Ugo Levi (Venezia, 10 ottobre 1878 – Venezia, 31 ottobre 1971) è stato un linguista e musicista italiano.
Importante figura della borghesia veneziana, si dedicò con grande passione alla musica e istituì la Fondazione Ugo e Olga Levi.

## Biografia
Ugo Levi nasce da una famiglia di banchieri d’affari della borghesia ebraica veneziana. Si laurea in letteratura all'Università di Padova con una tesi sui dialetti dell'estuario veneto; da questi studi derivano due raccolte di documenti antichi relative ai dialetti di Chioggia (1901) e di Lio Maggiore (1904), dedicate rispettivamente a Vincenzo Crescini e Adolfo Mussafia. Tuttavia abbandona quasi subito questa prima passione in favore di un'altra: quella per la musica. Dotato di una capacità di esecuzione a prima vista fuori dal comune, Ugo Levi suona infatti il pianoforte, il cembalo e l'armonium ed è un appassionato collezionista di edizioni musicali e libretti d'opera.
Si sposa l’8 dicembre 1912 con Olga Brunner, triestina di famiglia ebraica e di pari ceto sociale, con la quale condivide la profonda passione per la musica: Olga e Ugo fanno della loro dimora, Palazzo Giustinian Lolin sul Canal Grande, opera giovanile di Baldassare Longhena, un luogo di regolari incontri musicali e letterari creando così un vero e proprio salotto culturale.
Dopo la morte di Olga, avvenuta nel 1961, Ugo istituisce la Fondazione Ugo e Olga Levi alla quale entrambi i coniugi devolvono per testamento il loro intero patrimonio; ne assume quindi le funzioni di presidente e amministratore fino alla sua morte nel 1971. La sua ricca raccolta libraria è il nucleo costitutivo della Biblioteca Gianni Milner.

## Opere
- I monumenti più antichi del dialetto di Chioggia (1901)
- I monumenti del dialetto di Lio Mazor (1904)
- L'abandon, romanza per voce e pianoforte (1900-1910)
- Riso, canzone per voce e pianoforte (1900-1910)
- Vezod Atorà, aria per soprano, contralto, tenore, basso e organo (1941-1960)
- Ascivenu, aria per tenore e organo (1941-1960)
- Marcia funebre per orchestra Op. 1 (1941-1960)